# Albert Memmi
Albert Memmi (in arabo ألبرت ميمي‎?; Tunisi, 15 dicembre 1920 – Neuilly-sur-Seine, 22 maggio 2020) è stato uno scrittore, saggista e sociologo tunisino con cittadinanza francese.

## Biografia
Albert Memmi è nato a Tunisi, nella Tunisia francese, da Marguerite Sarfati, ebrea tunisina, e da François Memmi, di origini ebree italiane, crescendo nella duplice identità francofona e giudeo-araba ed identificandosi come berbero. Durante l'occupazione nazista della Tunisia, Memmi fu imprigionato in un campo di lavoro dal quale in seguito fuggì.
Memmi è stato educato nelle scuole elementari francesi, continuando la sua educazione al Liceo Carnot di Tunisi, all'Università di Algeri, dove ha studiato filosofia, e infine alla Sorbona a Parigi. Albert Memmi è cresciuto nel crocevia di tre culture e ha basato le sue opere sulla difficoltà di trovare un equilibrio tra l'identità con l'Oriente e con l'Occidente.
Parallelamente alla sua carriera letteraria, ha intrapreso la carriera di insegnante, prima al Liceo Carnot di Tunisi (nel 1953) e poi in Francia (dove è rimasto dopo l'indipendenza del suo paese d'origine) presso l'École pratique des hautes études, presso l'École des hautes études commerciales a Parigi e all'Università di Nanterre (nel 1970).
Sebbene sostenesse il movimento per l'indipendenza per la Tunisia, non fu in grado di integrarsi nel nuovo stato, a causa della sua identità francofona ed ebraica.